# Huleanîțke, Vradiivka
Huleanîțke (în ucraineană Гуляницьке) este localitatea de reședință a comunei Huleanîțke din raionul Vradiivka, regiunea Mîkolaiiv, Ucraina.

## Demografie
Componența lingvistică a localității Huleanîțke
     Ucraineană (97,52%)
     Rusă (1,53%)
     Alte limbi (0,38%)
Conform recensământului din 2001, majoritatea populației localității Huleanîțke era vorbitoare de ucraineană (97,52%), existând în minoritate și vorbitori de rusă (1,53%).